# Сюита за джазов оркестър № 2
Сюитата за джазов оркестър № 2 (на руски: Сюита для джазового оркестра №2), наричана също „Втори валс“ или „Валс номер 2“, както и „Руски валс“, е сюита от руския съветски композитор Дмитрий Шостакович.
Тя е написана през 1938 г. за новосъздадения Държавен джазов оркестър на Виктор Кнушевицки и е представена премиерно на 28 ноември 1938 г. в Москва (Московското радио) от Държавния джаз оркестър. Партитурата е изгубена по време на Втората световна война, но партитурата за пиано на произведението е преоткрита от Манашир Якубов през 1999 г. 3 части от сюитата са реконструирани и оркестрирани от Джерард Макбърни (1938) и са представени премиерно на The Proms в Лондон през 2000 г.
Сюитата, в своята реконструирана форма, се състои от следните движения:
- Скерцо
- Приспивна песен
- Серенада

Преди преоткриването ѝ друга сюита от 8 части на Шостакович е погрешно идентифицирана и записана като втората джаз сюита. Това произведение сега е правилно известно като Сюита за вариететен оркестър.

## Кратка история
През 1936 г. е създаден Държавният джазов оркестър на СССР, когато за музикален директор е назначен Виктор Кнушевицки и художествен директор Матви Бланер. Те се обръщат към композиторите Сергей Прокофиев, Дмитрий Шостакович и Исак Дунаевски с молба да изпратят свои произведения.
Сътрудничеството продължава до 1941 г., когато оркестърът е изпратен на фронта и е заобиколен от подразделения на Вермахта. Повечето от музикантите загиват и екипът по тази причина престава да съществува. Съответно всички нотни бележки са изгубени. Как се наричат пиесите, съставляващи пакета с партирури, съставен от Дмитрий Шостакович, никой не знае със сигурност днес какво точно е съдържал. Въпреки това все още има предположение, че отбелязаният като „валс“, днес известен като № 2, е част от него.

## Филмова музика
- Първият ешелон, режисьор Михаил Калатозов (1955); Златна палмова клонка на филмовия фестивал в Кан (1958)[1]
- Широко затворени очи, режисьор Стенли Кубрик (1993)[1]